# ピエール＝サミュエル・デュ・ポン・ド・ヌムール

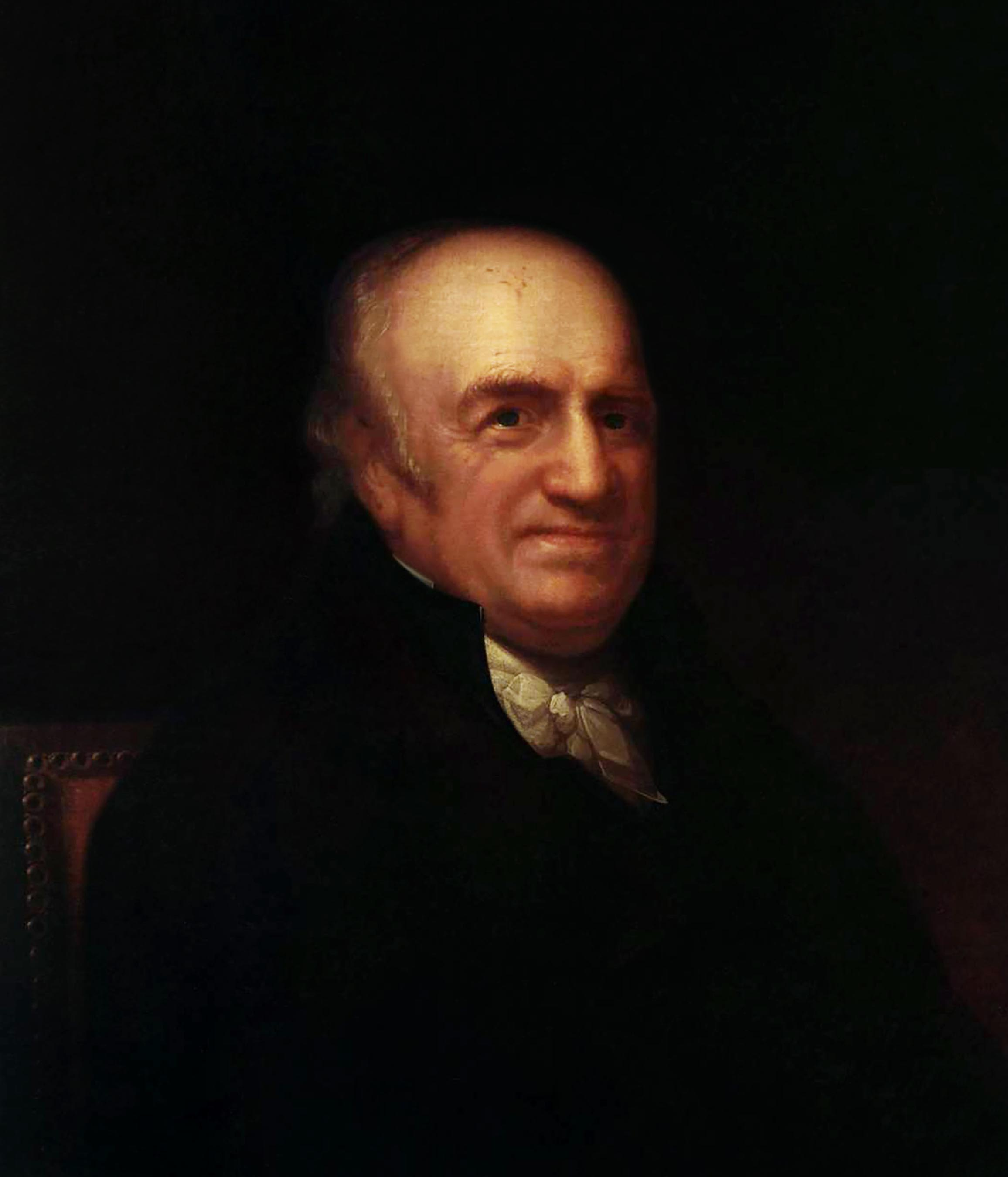
ピエール＝サミュエル・デュ・ポン・ド・ヌムール

ピエール＝サミュエル・デュ・ポン・ド・ヌムール（Pierre Samuel du Pont de Nemours、1739年12月14日 - 1817年8月7日）は、フランスのジャーナリスト、重農主義の経済思想家、政治家。アメリカの実業家。名前は、Dupont(デュポン)と綴られることもある。

## 生涯
新教徒の時計職人の息子としてパリに生まれる。
1760年代初期に書いた『「国家の富」と題される著作についての考察(Réflexions sur l’écrit intitulé : Richesse de l’Etat)』で、ケネーおよび重農主義派に注目された。1765年9月に『農業・商業・財政雑誌(Journal de l’agriculture, du commerce et des finances)』の編集をまかされ、それにケネーら重農学派の論文を多数掲載した。翌年、その編集の職を解かれると、1767年ケネーの著述を集成して『フィジオクラシー、または人類にとってもっとも有益な統治の自然な構成(Physiocratie, ou constitution naturelle du gouvernement le plus avantageux au genre humain)』を出版し、重農主義思想の普及に努めた。ケネーらの思想が「フィジオクラシー」と呼ばれるようになったのは、この集成のタイトルによる。1768年5月にボードーから雑誌『市民日誌』の編集を引き継ぎ、1769年から1770年にかけて、同誌にテュルゴーの『富の形成と分配にかんする諸考察』を掲載した。ただし、1772年に同誌は出版停止となった。
1774年ポーランド国王スタニスワフ・アウグスト・ポニャトフスキの招きでポーランドに赴いた。ポーランドには数カ月滞在したが、同年8月にテュルゴーが財務総監となり、9月に自分への協力者としてデュ・ポンを呼び戻した。テュルゴーのもとで、はじめは秘書として、ついで通商ならびにマニュファクチュール総監督官として活動した。
1783年アメリカ独立戦争に終止符を打ったヴェルサイユ条約の起草者の一人となり、その功により、1784年ルイ16世によって叙爵され、「ド・ヌムール」を名乗ることを許される。
1786年ヴェルサイユ条約締結を受けた仏英通商条約(イーデン条約)締結交渉において、フランス側の実質代表をつとめる。この交渉でデュ・ポンは、フィジオクラシーの原則に基づいて自由貿易を主張したが、その結果安価なイギリスの工業製品がフランス市場にあふれ、フランスの製造業は大打撃を受けた。
1789年ヌムール地区から三部会の代議士に選ばれ、フランス革命に賛同した。1790年には憲法制定国民議会の代表をつとめたが、ルイ16世に忠実すぎるとして民衆に嫌われた。1792年8月10日事件では、ルイ16世とマリー・アントワネットを民衆から守ろうとした。その後死刑を宣告されたが、ロベスピエールの失脚により死刑執行が回避され、家族とともにアメリカ合衆国に亡命。
アメリカで、三男エリュテール・イレネーが複合企業デュポンを創業した。